# Mine Yoshizaki
Mine Yoshizaki (吉崎 観音, Yoshizaki Mine, Isahaya, 2 december 1971) is een Japans mangaka. Hij begon zijn carrière als dojinshi tekenaar op basis van computerspellen. Yoshizaki is een oud-assistent van Katsu Aki. Zijn eerste manga maakte deel uit van een compilatieboek van Shogakukan uit 1989.

## Carrière
Yoshizaki begon met het tekenen van dojinshi tijdens zijn studententijd aan de Universiteit van Nagasaki. Hij is vooral bekend voor zijn manga Keroro Gunso, welke in het Westen wordt uitgebracht als Sgt. Frog. De manga werd uitgegeven in het tijdschrift Shonen Ace. In 2005 won het werk de 50ste Shogakukan Manga-prijs voor kindermanga. Yoshizaki is ook de tekenaar van de manga Arcade Gamer Fubuki en ontwierp de personages voor de reeks Shichinin no Nana (Seven of Seven).
Keroro Gunso bevat veel Gundam referenties. Daarom werd de reeks op gepikt voor een anime door Bandai. Dit leidde er ook toe dat Yoshizaki werkte aan verscheidene Gundam projecten, zoals bijvoorbeeld het ontwerp van de mascottemeisjes Reiko Holinger en Catharine Blitzen voor het Gundam spel Gundam Card Builder. Hij ontwierp ook Angel-XX figurines voor de reeks Neon Genesis Evangelion.
Voor de Konami shooter Otomedius ontwierp Yoshizaki de personages. Hij ontwierp ook het personage Angol Fear voor het spel Soulcalibur IV en is conceptontwerper voor de Kemono Friends franchise.

## Oeuvre
- 1993–1995: FANTASWEAT
- 1993–1995: Detana!! TwinBee
- 1994–1995: 8BIT FIGHTER SHIEN
- 1995–1997: Space Juubei
- 1996–1998: VS Knight Lamune & 40 Fire
- 1998–2002: Arcade Gamer Fubuki
- 1999–heden: Sgt. Frog
- 2000–2003: Dragon Quest Monsters +
- 2007–2011: Otomedius
- 2015: Kemono Friends